# Roberto Cotti
Roberto Cotti (Cagliari, 20 aprile 1961) è un politico italiano.

## Biografia
Diplomato al liceo classico, si è poi laureato all'Università di Cagliari in Economia e Commercio, per poi conseguire la specializzazione in Economia del Turismo all'Università Bocconi di Milano. 
Formatore in materie economiche e turistiche, dal 2010 al 2012 ha insegnato “Economia del Turismo” all’Università di Cagliari, come professore a contratto. È inoltre guida turistica ed ambientale escursionistica, oltre ad aver condotto un’azienda di servizi turistici.
Nel 2013 viene eletto senatore della XVII legislatura della Repubblica Italiana nella circoscrizione Sardegna per il Movimento 5 Stelle. A Palazzo Madama fa parte della Commissione Difesa. Conclude il proprio mandato parlamentare nel 2018.